# Sztanga i cash
Sztanga i cash (tytuł oryg. Pain & Gain) – amerykański komediowo–dramatyczny film akcji w reżyserii Michaela Baya, którego premiera miała miejsce 11 kwietnia 2013 roku.
Film zarobił 86 175 291 dolarów w Stanach Zjednoczonych.

## Obsada
Źródło: Filmweb

- Mark Wahlberg – Daniel Lugo
- Dwayne Johnson – Paul Doyle
- Anthony Mackie – Adrian "Noel" Doorbal
- Tony Shalhoub – Victor Kershaw
- Ed Harris – Detektyw Ed Du Bois
- Rob Corddry – John Mese
- Rebel Wilson – Robin Peck
- Ken Jeong – Johnny Wu
- Bar Paly – Sorina Luminita
- Michael Rispoli – Frank Griga
- Tony Plana – Kapitan Lopez
- Emily Rutherfurd – Cissy DuBois
- Yolanthe Sneijder-Cabau – Analee Calvera
- Larry Hankin – Pastor Randy
- Peter Stormare – Doktor Bjornson
- Brian Stepanek – Brad McCallister
- Kurt Angle – Benjamin Rowe

i inni